# Campionato libanese femminile di calcio
Il campionato libanese femminile di calcio (in arabo الدوري اللبناني لكرة القدم للسيدات‎?) è posto sotto l'egida della Federazione calcistica del Libano (LFA) ed è composto di un unico livello. Al campionato, la cui prima edizione si tenne nel 2008, partecipano 8 squadre. Ha cadenza annuale, con inizio ad aprile e termine ad agosto.
Il Sadaka e il SAS sono le squadra che hanno vinto il maggior numero di campionati (7).

## Le squadre

### Organico attuale
Alla stagione 2022-2023 hanno partecipato le seguenti dieci squadre:
- BFA
- EFP
- FC Beirut
- Helium
- Jabal
- ÓBerytus
- SAS
- Super Girls

### Albo d'oro
- 2007-2008  Sadaka
- 2008-2009  Sadaka
- 2009-2010  Sadaka
- 2010-2011  Sadaka
- 2011-2012  Sadaka
- 2012-2013  Sadaka
- 2013-2014  Sadaka
- 2014-2015  SAS

- 2015-2016  SAS
- 2016-2017  SAS
- 2017-2018  Zouk Mosbeh
- 2018-2019  SAS
- 2019-2020  SAS
- 2020-2021  Safa
- 2021-2022  SAS
- 2022-2023  SAS
- 2023-2024  BFA

## Statistiche

### Titoli per squadra
| Squadra     | Titoli | Anni                                                                        |
| ----------- | ------ | --------------------------------------------------------------------------- |
| Sadaka      | 7      | 2007-2008, 2008-2009, 2009-2010, 2010-2011, 2011-2012, 2012-2013, 2013-2014 |
| SAS         | 7      | 2014-2015, 2015-2016, 2016-2017, 2018-2019, 2019-2020, 2021-2022, 2022-2023 |
| BFA         | 1      | 2023-2024                                                                   |
| Zouk Mosbeh | 1      | 2017-2018                                                                   |
| Safa        | 1      | 2020-2021                                                                   |

### Capocannoniere
| Stagione  | Calciatrice     | Squadra     | Reti |
| --------- | --------------- | ----------- | ---- |
| 2007-2008 |                 |             |      |
| 2008-2009 | Nancy Tchaylian | Ansar       |      |
| 2009-2010 |                 |             |      |
| 2010-2011 |                 |             |      |
| 2011-2012 |                 |             |      |
| 2012-2013 |                 |             |      |
| 2013-2014 |                 |             |      |
| 2014-2015 |                 |             |      |
| 2015-2016 |                 |             |      |
| 2016-2017 | Nancy Tchaylian | Zouk Mosbeh |      |
| 2017-2018 | Alice Kusi      | Zouk Mosbeh | 29   |
| 2018-2019 | Mariam Camara   | SAS         | 18   |
| 2019-2020 | Melanie Ghanime | EFP         | 20   |
| 2020-2021 | Syntia Salha    | Safa        | 13   |
| 2021-2022 | Syntia Salha    | Safa        | 20   |
| 2022-2023 | Syntia Salha    | BFA         | 29   |

## Aspetto mediatico
Nell'ottobre 2022, la Federazione calcistica del Libano e la FIFA firmarono un accordo per trasmettere tutte le partite del campionato femminile, della Seconda Divisione maschile e della Supercoppa maschile, e alcune partite della Prima Divisione maschile tramite la piattaforma FIFA+.